# Малоязовский сельсовет
Малоязовский сельсовет — муниципальное образование в Салаватском районе Башкортостана.
Административный центр — село Татарский Малояз.

## История
Согласно Закону о границах, статусе и административных центрах муниципальных образований в Республике Башкортостан имеет статус сельского поселения.

## Население
| 2002 | 2009  | 2010 | 2012 | 2013 | 2014 | 2015 |
| ---- | ----- | ---- | ---- | ---- | ---- | ---- |
| 1039 | ↗1102 | ↘953 | ↘919 | ↘905 | ↗927 | ↘900 |
| 2016 | 2017  | 2018 |      |      |      |      |
| ↘895 | ↘861  | ↘859 |      |      |      |      |

## Состав сельского поселения
| № | Населённый пункт | Тип населённого пункта       | Население |
| - | ---------------- | ---------------------------- | --------- |
| 1 | Татарский Малояз | село, административный центр | ↘586      |
| 2 | Гусевка          | село                         | ↘199      |
| 3 | Покровка         | деревня                      | ↘66       |
| 4 | Черепаново       | деревня                      | ↘54       |
| 5 | Бычковка         | деревня                      | ↘41       |
| 6 | Новая Михайловка | деревня                      | ↘7        |